# Ояма Івао
Ояма Івао (яп. 大山巌, おおやまいわお; 12 листопада 1842 — 10 грудня 1916) — японський політичний і державний діяч, військовик. Генерал, маршал Імперської армії Японії. Учасник японсько-китайської (1894 — 1895) і російсько-японської воєн (1904—1905). 1-й, 3-й і 5-й Міністр армії (1885—1891, 1892—1896, 1896), міністр флоту (1886—1887), міністр культури (1889—1889), міністр печатки (1915—1916). Голова Генерального штабу армії (1899—1904, 1905—1906). Герцог, ґенро. Псевдоніми — Какудзан і Дзуйґан. За свій зовнішній вигляд отримав прізвисько «ропуха».

## Короткі відомості
Ояма Івао народився 12 листопада 1842 року в містечку Каґосіма, в родині самурая південнояпонського уділу Сацума-хан. Хлопець був двоюрідним братом Сайґо Такаморі.
1862 року Івао вирушив до Осаки, де приєднався до політичного руху, що виступав за повалення сьоґунату Токуґава і відновлення прямого Імператорського правління. Повернувшись на батьківщину, він взяв участь у Сацумсько-британській війні 1863 року. Зрозумівши перевагу артилерії в бою, Івао виїхав до Едо і поступив до школи Еґава, розпочавши вивчення артилерійської справи.
На початку реставрації Мейджі 1868 року Івао підтримав новий Імператорський уряд і взяв участь на його боці в громадянській війні Босін 1868—1869 років. 1870 року, за заслуги перед троном, молодого військовика відправили стажуватися до Європи, де він виконував обов'язки військового спостерігача під час французько-прусської війни 1870—1871 років.
За рік Івао повернувся до Японії і був підвищений до звання генерал-майора армії. В грудні 1871 року він вирушив до Франції та Швейцарії, де стажувався до жовтня 1874 року. Після повернення додому офіцер взяв участь у розбудові Імперської армії Японії разом із Ямаґатою Арітомо.
Під час Сацумського повстання 1877 року Івао командував першою бригадою спеціального призначення Імперської армії. 1885 року він посів крісло першого міністра армії при Кабінеті міністрів Японії. Після звільнення 1891 року Івао отримав звання генерала армії й посаду члена Таємної ради. Наступного року він повторно очолив армійське міністерство.
В ході японсько-китайської війни 1894—1895 років Івао командував 2-ю армією. Під час збройного конфлікту його нагородили титулом ґенро, а 1898 року надали титул маршала. З 1899 року до початку російсько-японської війни Івао займав посаду голови Генштабу армії. У конфлікті з Російською імперією він був головнокомандувачем Маньчжурської армії і відзначився перемогою у битві під Мукденом.
1907 року, за заслуги перед державою, Івао нагородили титулом герцога і прирівняли до титулованої шляхти. Наприкінці життя, з 1915 по 1916 роки, він займав почесну посаду міністра печатки.
10 грудня 1916 Ояма Івао помер в Токіо. Його урочисто поховали через сім днів за державний кошт.